# Гассе, Жан-Луи (футбольный тренер)
Жан-Луи́ Гассе́ (фр. Jean-Louis Gasset; род. 9 декабря 1953, Монпелье) — французский футболист и футбольный тренер.

## Биография
Уроженец города Монпелье. Его отец Бернар Гассе — один из основателей футбольного клуба «Монпелье».
Начал свою игровую карьеру в «Безье» в 1974 году, а в 1975 году попал в состав «Монпелье», где и завершил свою карьеру в 1985 году.
Был помощник тренера Монпелье с 1985 по 1998 год. В 1998 году Жан-Луи Гассет начал свою карьеру в качестве главного тренера Монпелье в 1998 году, а затем Кана в 2000 году.
В 2001 году стал помощником тренера Луиса Фернандеса в «Пари Сен-Жермен», затем в «Эспаньоле» в 2003 году. Затем вернулся к тренерству, на этот раз в «Истре» в 2005 году.
В июле 2010 стал помощником тренера сборной Франции Лорана Блана. Впоследствии он был помощником тренера в «Пари Сен-Жермен», все ещё вместе с Лораном Бланом, c июня 2013 по июнь 2016 года.
Обладая дипломом профессионального футбольного тренера (DEPF), он присоединился к клубу «Сент-Этьен» 22 ноября 2017 года, чтобы сформировать тренерский дуэт с Жюльеном Сабле.
12 августа 2020 года был назначен тренером футбольного клуба Бордо на два сезона.
20 мая 2022 года назначен главным тренером сборной Кот-д’Ивуара. Он сменил Патриса Бомеля, чей контракт истек 6 апреля 2022 года..
24 января 2024 года Жан-Луи Гассе был уволен с поста тренера сборной, которая заняла 3-е место в группе на Кубке африканских наций. Несмотря на то, что по дополнительным показателям ивуарийцы вышли в плей-офф, Гассе не вернули в сборную, а тренером стал Эмерс Фаэ.
7 апреля 2025 года Гассе покинул «Монпелье» по обоюдному согласию, когда клуб занимал последнее место в Лиге 1.